# ایلانو
ایلانو (به ایتالیایی: Ailano) یک سکونتگاه مسکونی در ایتالیا است که در استان کسرتا واقع شده‌است.

## خصوصیات
ایلانو ۱۵٫۵ کیلومترمربع مساحت و ۱٬۴۴۳ نفر جمعیت دارد و ۲۶۰ متر بالاتر از سطح دریا واقع شده‌است.